# 大山幸太郎
大山 幸太郎（おおやま こうたろう、1873年6月8日 - 1967年7月28日）は、日本の教育者、哲学者。

## 経歴
秋田県弁天村（現在の湯沢市）出身。1895年に秋田県尋常師範学校を卒業し、横堀尋常高等小学校を訓導した。横堀小学校時代に全国初の父兄会を開いている。その後上京し、巣鴨の東福寺で4年間独学し、この間に新井奥邃と出逢った。
1914年から文部省に勤務し、1915年からドイツに9年間留学した。
帰国後に母校の秋田師範学校で哲学を講義した。
「真人」の語を造り、没後に教え子たちにより真人学会が結成された。

## 著書
- 日本教育行政法論（1912年）[2]
- 絶対運命の精神（1921年）[2]
- 真人学概論（1954年）[2]
- 文化科学原理[1]